# Andy Hoepelman
Andy Hoepelman   (Hilversum, 26 de març de 1955) és un waterpolista neerlandès, ja retirat, que va competir durant la dècada de 1970.
El 1976 va prendre part en els Jocs Olímpics d'Estiu de Montreal, on guanyà la medalla de bronze en la competició del waterpolo.
Una vegada retirat va exercir com a àrbitre internacional i va ocupar diferents càrrecs administratius vinculats amb el waterpolo. Amb l'equip de veterans de l'HZC De Robben d'Hilversum guanyà el campionat d'Europa de la categoria a Eslovènia el 2018.
Fora de la seva vida esportiva fou un destacat metge i professor universitari que es va jubilar el 2021.